# 孫博萮
孫博萮（1978年3月4日—），臺灣臺北市人，中華民國無黨籍政治人物、社運人士。天主教輔仁大學宗教學系學士畢業，國立臺灣大學法律學分班第29期結業，曾任立法委員國會助理、宜蘭縣環境保護聯盟常務理事、綠主張綠電生產合作社理事、宜蘭縣公民監督聯盟理事。

## 個人背景
孫博萮小時曾被父母帶著一同參與野百合學運。求學時期就讀新北市的輔仁大學宗教學系，畢業後轉往台灣大學法律學分班加強法律學識，而後仍於該校國家發展研究所攻讀碩士學位。
她於2008年遷往宜蘭定居，長大後仍積極參與社會運動；在太陽花學運期間因忙於打理咖啡店務而無法前往，決定改變方式透過開店去連結社會；此時開始接觸到地方政策議題，包括北宜直鐵、房地物價等議題，而後更致力於推動能源自主、母語復興等項目。

## 政治參與
2015年11月25日，登記參選2016年第9屆立法委員，主張落實公民參政、推動修正公投法，2018年4月28日，宣布參選第19屆宜蘭縣議員，公開主張「終止代管、自決建國」，兩次選舉皆落選。
2019年11月，登記參選2020年第10屆宜蘭縣選舉區立法委員，主要對手為民進黨籍時任立委陳歐珀、國民黨籍候選人呂國華，提出發展農業升級、綠能、農業科技、長照科技研發園區等政見，最後落選。

## 選舉紀錄
| 年度 | 選舉屆數               | 選舉區           | 所屬政黨 | 得票數 | 得票率 | 當選標記 | 備註 |
| ---- | ---------------------- | ---------------- | -------- | ------ | ------ | -------- | ---- |
| 2016 | 第九屆立法委員選舉     | 宜蘭縣選舉區     | 無黨籍   | 1,062  | 0.47%  |          |      |
| 2018 | 第十九屆宜蘭縣議員選舉 | 宜蘭縣第一選舉區 | 無黨籍   | 1,483  | 3.05%  |          |      |
| 2020 | 第十屆立法委員選舉     | 宜蘭縣選舉區     | 無黨籍   | 15,570 | 5.92%  |          |      |
| 2022 | 第二十屆宜蘭縣議員選舉 | 宜蘭縣第一選舉區 | 無黨籍   | 576    | 1.27%  |          |      |

## 外部連結
- 孫博萮的Facebook專頁